# Dictyanthus yucatanensis
Dictyanthus yucatanensis är en oleanderväxtart som beskrevs av Standley. Dictyanthus yucatanensis ingår i släktet Dictyanthus och familjen oleanderväxter. Inga underarter finns listade i Catalogue of Life.